# 北京2008 (油画)
《北京2008》（英語：Beijing 2008）完成於2005年，是加拿大华裔画家刘溢（Liu Yi）为庆祝北京申辦奧運成功而创作的油画，描述4名裸体女子在玩脫衣麻将游戏，在2006年网络论坛发表後迅速暴红。此後多年不仅是网民和媒体津津乐道的焦点，也引起艺术收藏者的竞标收购，并在2012年的北京拍卖会下以1955万人民币出售。
另外，刘溢在2006年画了第二幅新版画作《搓麻将的女人》，该画与前作仅有细微的差异。

## 创作过程
刘溢出身中国天津。自早年在大街上卖宣传画，文革後在1982年从中央美术学院油画系毕业，1991年移民加拿大并以职业画家为业。
这部的作品产生是一日刘溢在加拿大听闻北京申辦奧運成功，他对此感到自豪，便乘兴创作了《北京2008》。2005年3月，《北京2008》在纽约艺术博览会展出，众多的参观者对4名打麻将的女人感到好奇。让加拿大Redinc的展览摊位获得广泛注目，更引来CNN电视台前来报道。此画让刘溢成功与知名的嘉德拍卖行签约准备进行在中国秋季的拍卖。据说此画在网路的热度和点击率仅次於达·芬奇的《蒙娜丽莎》和梵高的《星夜》。
2006年4月25日，刘溢接受《星岛日报》的采访说：「2008年奥运会将在北京举行，西方人把奥运会叫做Olymic Games，这幅《搓麻将的女人》画的也是Game。」
刘溢後来又画了《搓麻将的女人》。事情的起因是《北京2008》在展出後很快被一名美国收藏家买走，这让刘溢心有不甘，因为他希望该画被中国人收藏。於是他再创作并把画中的日本女人换掉。之前网友经常以搓麻将的女人称呼，刘溢便用这个俗语给第二幅画命名。

## 作品解读

### 北京2008
在互联网上，最广泛流传的说法是隐含的政治寓意。
在打麻将的4名女子分别代表在东亚具有影响力的4个大国。4名女子在玩脱衣麻将，西方脸孔的女子是美国和俄罗斯，东方脸孔的女子是中国（中华人民共和国）和日本。游戏规则以东方式的麻将进行。赌注是以穿衣服的多少来决定最终胜利。
4名女子的衣着状态代表国家实力，正面视线的女子是美国。美国人的衣着最多却下身裸露，拥有台面上最强的实力，双手抱着头似乎对牌局心不在焉，眼神看向台湾。
右边剩下一条内裤的女子是俄罗斯，俄罗斯人趴在地上不关心过程。一只脚伸向美国，一只手往中国的方向，表明她在进行换牌的动作。两边游移获取最大利益。
下方背对的的纹身女子是中国，她上身裸露，但下身却隐藏起来。她还藏了2副暗牌。桌上的牌「东风」是中国借了东风再度崛起，东风导弹是中国在台面上有力的武器。她一方面的形势看起来不错，但没人知道她手里有什麽好牌，而她又在牌桌下做小动作。
最左边的全裸女子是日本，日本人全神贯注地看着自己的牌。她完全不知道其他人在进行什麽动作。只顾玩着自己的游戏。
手拿小水盘的女子是台湾，身穿肚兜代表台湾是中华文明的继承者。台湾人一手拿着水果盘，一手拿着刀，表情似乎阴郁愤恨地看着赌局。她没有进场比赛的资格，无论最终结果如何，她都只能给胜利者送上水果。
窗外乌云密布的天空象徵危险的局势，暗示海峡两岸的危机将要一触即发。左上角墙上的肖像画有着孙中山的胡子、蒋介石的光头和毛泽东的五官，象徵中国过去百年的历史结合。可能是旧民主主义和新民主主义的全部，也可能是兩岸關係纠缠不清的关系。
4名女子的状态表明接下来的变化，中国输掉一局则变成俄罗斯（类似苏联解体的情况）：美国玩输也会变成俄罗斯：俄罗斯再输则将什麽都没有，日本玩输则是立刻出局。胜利者将在中美两国之间产生，虽然美国最为衣着光鲜，也是实力最强的国家。但是游戏毕竟是东方麻将，不是西方扑克。按照中国的方式玩牌，美国有多少优势存在疑问。

### 搓麻将的女人
在2006年，刘溢创作了第二幅画《搓麻将的女人》。新版画作大抵与前作相近，不过有了细微的变化：
原本乌云密布的天空出现了晚霞，减少许多晦暗的气息，整体颜色由黑色转为桔红。
左侧人物的全裸女子是日本。日本人顶着张扬的短卷发，发型酷似日本前首相小泉纯一郎。她抬起头对中国展开笑脸，并做出弯曲手指的动作，这与先前全神贯注的姿态大为不同。
中国女子少了一张牌，她原先藏着的2张牌剩下1张，而牌桌上多出1张牌。新快报记者徐碧姗推断，新增的牌六筒就是原先藏着的牌，而六筒的意义代表六方会谈。而她的手臂也多出了手表，暗示六方会谈的时间表。此外，她腰部身上的刺青已经消失。
在美国的位置上多出了骰子，被记者解读为轮到美国是庄家，如果是庄家加上东风，美国就完全掌握了局面。但掌握东风的是中国。
站在牌桌外的女孩的距离比《北京2008》更近，而且头发从直发变成了卷发。在之前的解读中，多数网友认为这个女孩代表台湾。这幅改动之後，另有网友提出她不是代表台湾，而是朝鲜。因为中国已经把六方会谈的这张牌摆上桌面。距离中国的位置更近的也是朝鲜，而且从脸型眉毛来看，也符合朝鲜人的脸部特徵。穿着肚兜也是中国与朝鲜关系的象徵。

## 拥有者
根据媒体的消息源，《搓麻将的女人》又被外国收藏家买走。不过，《北京2008》在经过第一位美国收藏家的转手後，已被一名中国企业主购得。刘溢本人并未透露买主的身份，流传最广的消息是唐炬已在2006年中国嘉德秋拍成功标下，且曾对外表示自己拥有刘溢的画。《北京2008》在2012年的北京保利秋拍以1955万人民币成交。

## 外部连结
- 北京保利拍卖 0732 2005年作 2008北京 （页面存档备份，存于） 布面 油画